# EDM Club Sugar Free Edition
EDM CLUB Sugar Free Edition (kor. 슈가프리 EDM 앨범 Syuga Peuli EDM Aelbeom) – drugi remix album południowokoreańskiej grupy T-ara, wydany cyfrowo 24 września 2014 roku i fizycznie 16 października 2014 roku. Album sprzedał się w ilości 9434 egzemplarzy w Korei Południowej.

## Lista utworów
| Nr  | Tytuł                                                             | Czas |
| --- | ----------------------------------------------------------------- | ---- |
| 1.  | "Sugar Free" (English Version) [DJ Chuckie] (tylko wyd. fizyczne) |      |
| 2.  | "Sugar Free" (English Version) [DJ Beatrappa, Ferry, Tera]        |      |
| 3.  | "Sugar Free" (English Version) [DJ Ferry]                         |      |
| 4.  | "Sugar Free" (English Version) [DJ Big Bounce]                    |      |
| 5.  | "Sugar Free" (English Version) [DJ DION]                          |      |
| 6.  | "Sugar Free" (English Version) [DJ Jeffrey Choi]                  |      |
| 7.  | "Sugar Free" (English Version) [DJ pHatsound]                     |      |
| 8.  | "Sugar Free" (English Version) [Monster Factory]                  |      |
| 9.  | "Sugar Free" (English Version) [Original Edit]                    |      |
| 10. | "Sugar Free" (Korean Version) [DJ Chuckie] (tylko wyd. fizyczne)  |      |
| 11. | "Sugar Free" (Korean Version) [DJ Beatrappa, Ferry, Tera]         |      |
| 12. | "Sugar Free" (Korean Version) [DJ Ferry]                          |      |
| 13. | "Sugar Free" (Korean Version) [DJ Big Bounce]                     |      |
| 14. | "Sugar Free" (Korean Version) [DJ DION]                           |      |
| 15. | "Sugar Free" (Korean Version) [DJ Jeffrey Choi]                   |      |
| 16. | "Sugar Free" (Korean Version) [DJ pHatsound]                      |      |
| 17. | "Sugar Free" (Korean Version) [Monster Factory]                   |      |
| 18. | "Sugar Free" (Korean Version) [Original Edit]                     |      |

## Notowania
| Lista                     | Pozycja |
| ------------------------- | ------- |
| Gaon Weekly Albums Chart  | 3       |
| Gaon Monthly Albums Chart | 14      |